# 笹島演奏廳站
笹島演奏廳站（日语：／ Sasashima-raibu eki */?）是位於日本愛知縣名古屋市中村區，屬於名古屋臨海高速鐵道西名古屋港線（青波線）的車站。車站編號為AN02。本站由名古屋車站負責管理，只有固定的時間內才會有站務員來巡查。站名源自於離車站僅有2分鐘步程的「Zepp名古屋」（Zepp Nagoya）Livehouse。

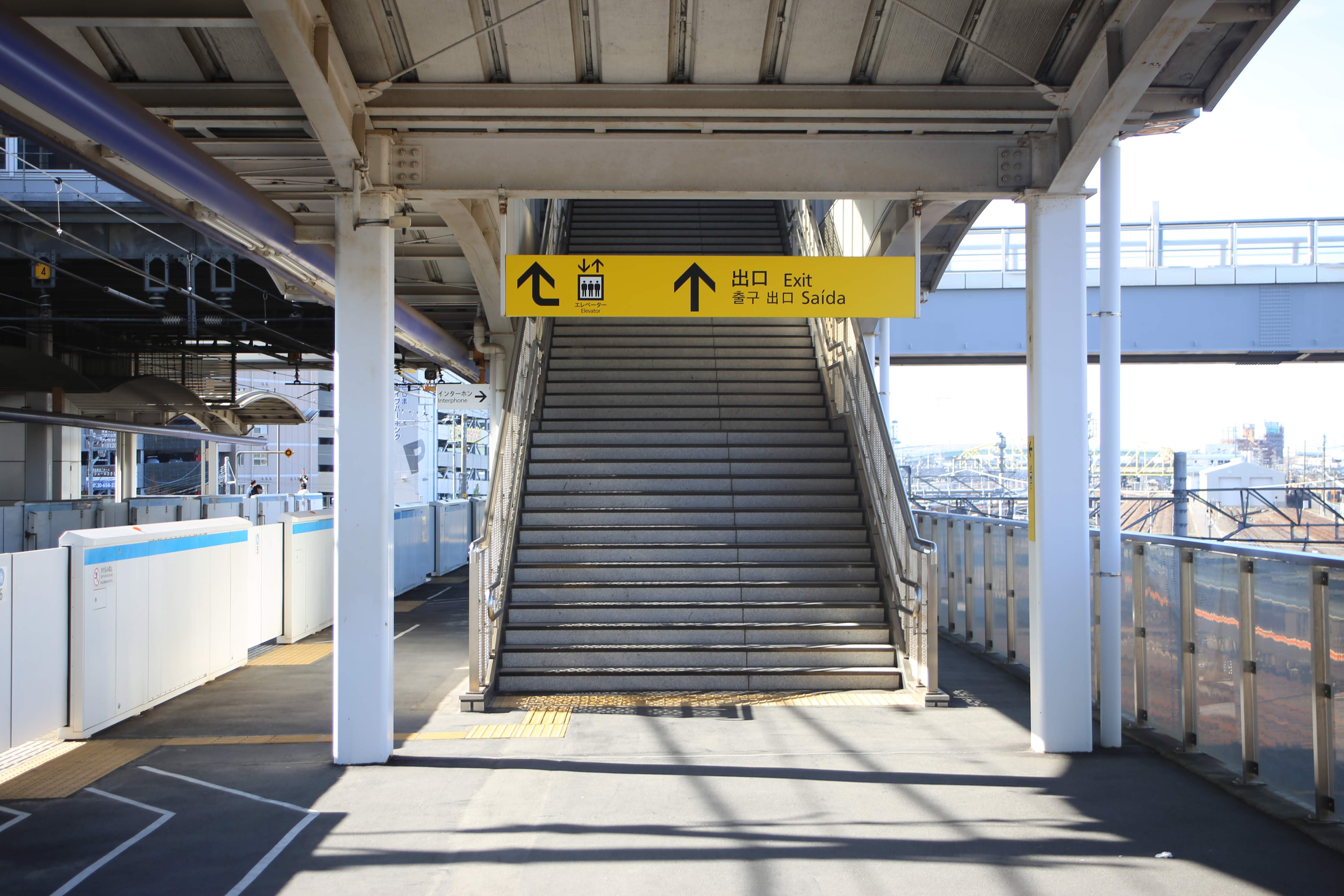
月台（2018年11月）

## 簡介
本站的西北側因有JR的列車行進區間，人車無法通行，因此車站出入口只能設在反方向的東南側。而在本站中間夾著JR路線的另一頭則是近鐵名古屋線之米野，兩站間的距離雖近，但卻必須要繞遠路後才能抵達，轉車並不便利。而本站南側為「笹島演奏廳24地區」（ささしまライブ24地区），是在愛、地球博舉行期間內所開設的笹島第二會場。
此地區在2006年春天時曾有木下大馬戲團、2007年春天時有太陽劇團等大型活動進行，當時攜家帶眷的遊客幾乎將此處擠得水洩不通，但因為離名古屋車站很近，所以在平常沒有特殊表演活動的時候，很少人會利用本站。
由豐田通商、大和住宅工業、名鐵不動產、日本土地建物等企業集團合作規劃，計畫在本站前興建高度為分別為170公尺與88公尺之「Global Gate」（暫稱）2棟大樓，預計2013年9月開始營業。本計畫將引進外國知名旅館、辦公室、商業設施來進行營運。希望在未來藉以吸引更多的乘客來利用本站。該2棟新大樓預計在2010年10月開始動工，而新大樓與本站間所連結之行人空橋則已於2010年6月動工興建中。
除此之外，愛知大學也有將校區遷移到本區域內的計畫，雖然「講義棟」與「厚生棟」已在2010年2月下旬動工，但設有研究室、國際會議禮堂等的本館部分則到目前為止尚未動工。而本館部分則預計在2015年完工。

## 車站構造
本站為相對式月台2面2線的高架車站，但驗票口的位置卻比月台還要高。旅客前往車站售票處時須要搭電梯或是爬專用階梯才能抵達。站內電梯則是配合無障礙環境之設計，分別在車站出入口與第1及第2月台都各設1座，共計3座。在第1與第2月台上皆設有可動式月台門。

### 月台配置
| 月台 | 路線    | 方向 | 目的地             |
| ---- | ------- | ---- | ------------------ |
| 1    | ■青波線 | 下行 | 荒子、金城埠頭方向 |
| 2    | ■青波線 | 上行 | 名古屋方向         |

## 使用情形
根據名古屋市的統計，本站一天的搭乘率如以下所記。
| 年度               | 1日平均上車人次 |
| ------------------ | --------------- |
| 2004年（平成16年） | 675             |
| 2005年（平成17年） | 2,417           |
| 2006年（平成18年） | 533             |
| 2007年（平成19年） | 533             |
| 2008年（平成20年） | 468             |
| 2009年（平成21年） | 455             |
| 2010年（平成22年） | 415             |
| 2011年（平成23年） | 464             |
| 2012年（平成24年） | 742             |
| 2013年（平成25年） | 800             |
| 2014年（平成26年） | 860             |
| 2015年（平成27年） | 1,068           |
| 2016年（平成28年） | 1,205           |
| 2017年（平成29年） | 2,481           |
| 2018年（平成30年） | 3,172           |

2005年度搭乘率飆高的主因是2005年愛知萬博舉辦的期間，為了前往第二會場而有大量旅客在本站上下車所致。

## 車站周圍之主要施設
- LA VAMO 笹島
  - 109影城名古屋
  - 7-11名古屋笹島演奏廳店
- Zepp名古屋
- JICA中部 名古屋地球廣場
- 林內總公司
- 米野站 - 近畿日本鐵道名古屋線（因為必須要走附近的天橋，即使直線距離很短卻相當花費時間）
- 名古屋高速道路5號萬場線

## 歷史
- 2004年（平成16年）9月20日：針對西名古屋港線沿線居民進行試乘。
- 2004年（平成16年）9月25日：針對全體名古屋市民進行試乘。
- 2004年（平成16年）10月6日：開始營運。
- 2005年（平成17年）3月18日：配合愛知萬博的衛星會場「De La Fantasia」（デ・ラ・ファンタジア）的開幕，站前廣場啟用。

## 補遺
站名「笹島Live」中的「Live」（Raibu）雖然在英語中是「現場演奏」之意，但實際的英文站名的羅馬拼音則為Sasashima-「raibu」來表示。最主要不以「Live」來標示的理由是對英語圈的人來說會變成「活著的笹島車站」這樣相當奇怪的意思。順帶一提的是，在青波線的車內廣播裡，車站名稱自動播音系統同時使用日文和英文來播送，但在播報車站名稱時，縱使是英文版的站名也仍然使用日本式的唸法，以「Raibu」來發音。

## 相鄰車站
名古屋臨海高速鐵道
■西名古屋港線（青坡線）
名古屋（AN01）－笹島演奏廳（AN02）－（笹島信號場）－小本（AN03）

## 外部連結
- 笹島演奏廳站 （页面存档备份，存于） - 名古屋臨海高速鐵道
- （日語）笹島演奏廳24（名古屋市）